# Platja del Cavet
La Platja del Cavet es troba en la zona de llevant dins el municipi de Cambrils (Baix Camp).
Està situada en la urbanització coneguda com a Sol Cambrils. Està limitada l'oest pel passeig de les palmeres i a l'est per la riera de Maspujols.
La seva sorra és de sorra gruixuda i pedres. De longitud de 669 m i una amplada mitjana 21 m. És una de platges d'ocupació mitjana en temporada alta, ja que es troba al costat de la platja del Prat d'en Forès i de l'Esquirol, les dues platges molt més llargues i de sorra molt més fina que la del Cavet.
S'hi pot accedir amb transport públic d'autobusos i vehicle privat. Té una zona de pàrquing molt propera. Al llarg de les platges de llevant hi ha un passeig per vianants que incorpora carril bici. La platja del Cavet disposa de servei de dutxes, papereres i fonts. Existeix una rampa de fusta per fer la platja més accessible. Durant la temporada estiuenca es neteja la sorra diàriament.
Està guardonada amb la Bandera Blava, que reconeix internacionalment la qualitat de l'aigua i serveis.
Té com a màxim interès una zona d'aiguamolls a la desembocadura de la riera de Maspujols. Com a mostra de com eren les antigues platges formades per dunes i llacunes cobertes de flora i fauna, a uns 400m. de la costa es conserva una duna fòssil.